# فلور (میکروبیولوژی)

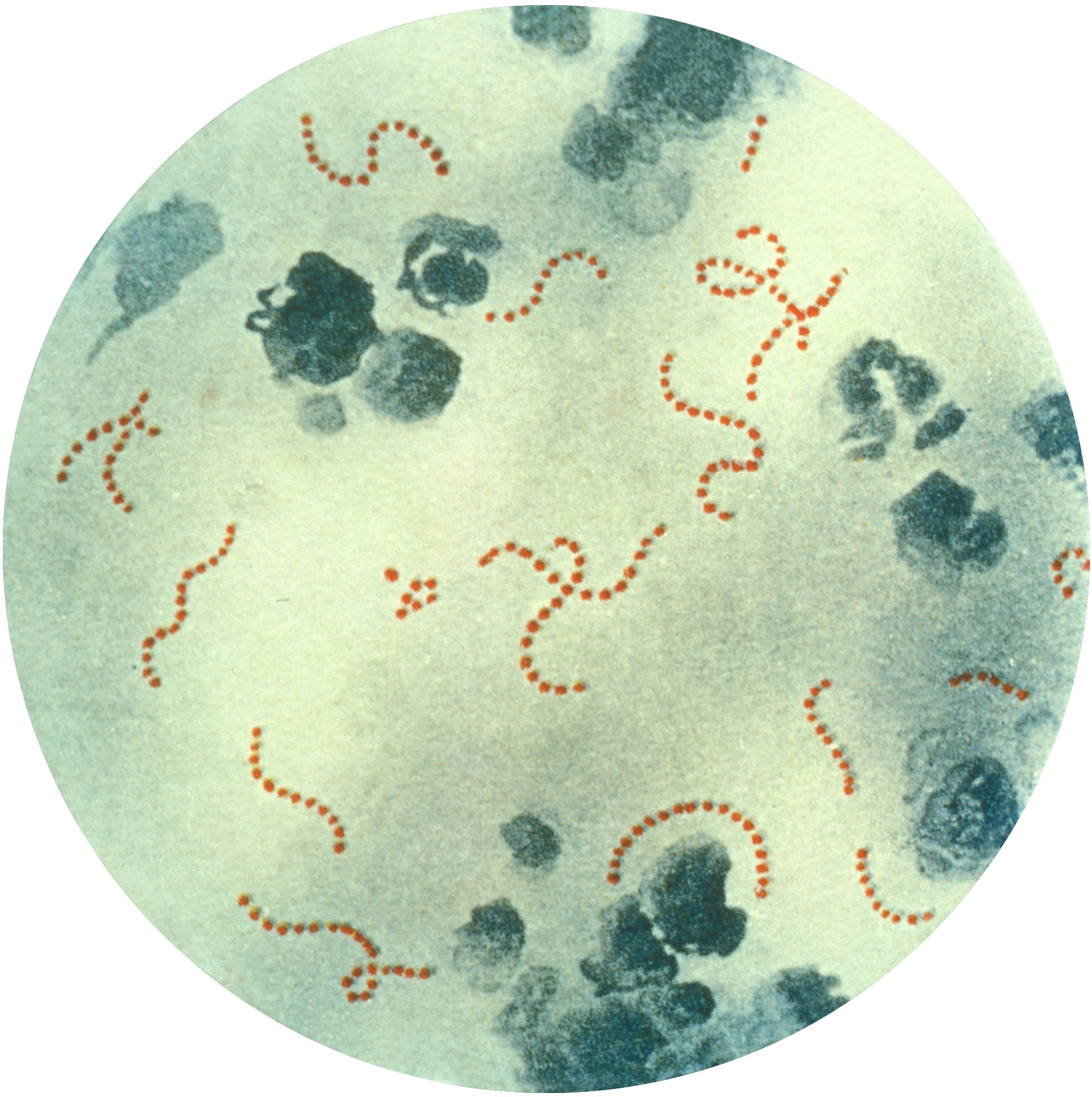
فتومیکروگراف میکروفلور باکتری استرپتوکوک پیوژنز.

فلور (به انگلیسی: Flora) اصطلاحی است در علم میکروبیولوژی که به باکتری‌های جمعی و سایر میکروارگانیسم‌های موجود در یک میزبان از لحاظ تاریخی گفته می‌شود. همچنین به همراه آن از عنوان میکروفلور نیز استفاده می‌شود اما نام درست آن به جای میکروفلور عبارت میکروبیوتا می‌باشد. عبارت فلور مربوط به گیاهان می‌باشد.